# Список Героев Украины/Ю
В настоящем списке в алфавитном порядке представлены люди, получившие почётное звание Герой Украины, чьи фамилии начинаются с буквы «Ю».
- Список содержит информацию о дате указа присвоения почётного звания, роде деятельности награждённых и годах их жизни.

## Список людей, фамилии которых начинаются с «Ю»
| № | Фамилия, Имя Отчество       | Дата Указа | Деятельность | Годы жизни      |
| - | --------------------------- | ---------- | --- | --------------- |
| 1 | Юрковская, Елена Юрьевна    | 03.04.2006 | Многократная чемпионка и призер Паралимпийских игр по биатлону и лыжным гонкам, лучшая спортсменка IX зимних Паралимпийских игр в Турине             | род. 27.09.1983 |
| 2 | Юрченко, Игорь Григорьевич  | 26.08.2010 | Бригадир горнорабочих очистного забоя обособленного подразделения № 81 «Киевская» государственного предприятия «Ровенькиантрацит», Луганская область | род. 21.04.1965 |
| 3 | Юхновский, Игорь Рафаилович | 23.08.2005 | Народный депутат Украины, Киев | род. 01.09.1925 |